# Neacomys dubosti
Neacomys dubosti là một loài động vật có vú trong họ Cricetidae, bộ Gặm nhấm. Loài này được Voss, Lunde, & Simmons mô tả năm 2001.
Loài gặm nhấm này được tìm thấy ở Guiana thuộc Pháp, đông nam Suriname và gần Amapá, Brazil. Loài này đã không được công nhận là khác biệt với N. guianae cho đến năm 2001.